# Titularbistum Virunum
Virunum (italienisch Viruno) ist ein 1968 eingerichtetes Titularbistum der römisch-katholischen Kirche.
Es geht zurück auf einen untergegangenen Bischofssitz in der antiken Stadt Virunum in der römischen Provinz Noricum. Es gehörte der Kirchenprovinz Aquileia an.
| Titularbischöfe von Virunum |                                                             |                          |                   |                 |
| Nr.                         | Name                                                        | Amt                      | von               | bis             |
| 1                           | Josip Žabkar Titularerzbischof pro illa vice                | Apostolischer Pronuntius | 17. Mai 1969      | 19. Mai 1984    |
| 2                           | Antonio Mattiazzo Titularerzbischof pro illa vice           | Apostolischer Nuntius    | 16. November 1985 | 5. Juli 1989    |
| 3                           | Oscar Rizzato Titularerzbischof pro illa vice               | Kurienerzbischof         | 23. Dezember 1989 | 11. Januar 2021 |
| 4                           | Fermín Emilio Sosa Rodríguez Titularerzbischof pro hac vice | Apostolischer Nuntius    | 31. März 2021     |                 |